# Himne del krai de Krasnodar
L'himne del krai de Krasnodar (en rus: Гимн Краснодарского края) és un dels símbols d'aquest subjecte federal de Rússia. Fou aprovat el 24 de març de 1995 per l'Assemblea Legislativa del Krai de Krasnodar. La lletra va ser creada per Konstantín Obraztsov i fou adaptada a la música popular per Víctor Zàkhartxenko.

## Història
La cançó popular Tu, Kuban, tu, la nostra pàtria (Ты, Кубань, Ты наша Родина) va ser escrita pel capellà d'un regiment de cosacs en honor de la glòria d'una batalla al front russoturc de la Primera Guerra Mundial el 1914. Fou himne de la rada de la República Popular del Kuban.

## Lletra
| Гимн Краснодарского края Ты, Кубань, ты наша Родина, Вековой наш богатырь! Многоводная, раздольная Разлилась ты вдаль и вширь. Из далеких стран полуденных, Из заморской стороны Бьём челом тебе, родимая, Твои верные сыны. О тебе здесь вспоминаючи, Песню дружно мы поём, Про твои станицы вольные, Про родной отцовский дом. О тебе здесь вспоминаючи, Как о матери родной, На врага, на басурманина Мы идём на смертный бой. О тебе здесь вспоминаючи, За тебя ль не постоять, За твою ли славу старую Жизнь свою ли не отдать? Мы, как дань свою покорную, От прославленных знамён Шлём тебе, Кубань родимая, До сырой земли поклон. | Gimn Krasnodarskogo Kraja Ty, Kuban', ty naša Rodina, Vekovoi naš bogatyr'! Mnogovodnaja, razdol'naja Razlilas' ty vdal' i všir'. Iz daljokix stran poludennyx, Iz zamorskoj storony B'jom čelom tebje, rodimaja, Tvoj vernyje syny. O tebje zdes' vspominajuči, Pesnju družno my poiom, Pro tvoj stanicy vol'nyje, Pro rodnoj otcovskij dom. O tebje zdes' vspominajuči, Kak o materi rodnoj, Na vraga, na basurmanina My idjom na smertnyj boj. O tebje zdes' vspominajuči, Za tebja l' nje postojat', Za tvoju li slavu staruju Žizn' svoju li nje otdat'? My, kak dan' svoju pokornuju, Ot proslavlennyx znamjon Šljom tebje, Kuban' rodimaja, Do syroj zemli poklon. | Himne del Krai de Krasnodar Tu, Kuban, tu la nostra terra natal, nostre bogatir centenari! D'aigües abundants, vasta, Et vas estendre lluny i àmpliament. Des d'un llunyà país austral, des d'un lloc mar enllà. Ajupim a tu el front, estimada, els teus fills lleials. Aquí recordant-te, junts vam cantar una cançó sobre les teves stanitses lliures, sobre casa natal del pare. Aquí recordant-te, com a la mare estimada. Davant d'un enemic, davant d'un infidel, anem a la batalla mortal. Aquí recordant-te, sense poder defensar-te Per la teva antiga glòria qui no donaria la seva vida? Nosaltres, com a ofrena als nostres obedients, des dels estendards glorificats et vam enviar, Kuban estimat, una reverència fins als teus humides terres . |